# Балка Лучанська
Балка Лучанська — балка (річка) в Україні у Охтирському районі Сумської області. Права притока річки Боромлі (басейн Дніпра).

## Опис
Довжина балки приблизно 4,08 км, найкоротша відстань між витоком і гирлом — 3,83  км, коефіцієнт звивистості річки — 1,07 . Формується декількома струмками та загатами.

## Розташування
Бере початок у селі Лучка. Тече переважно на північний схід і у місті Тростянець впадає у річку Боромлю, праву притоку річки Ворскли.

## Притоки
Балка Печище - права притока, впадає у селі Лучка

## Цікаві факти
- У місті Тростянець балку перетинає автошлях Н12[3] (автомобільний шлях національного значення на території України, Суми — Полтава. Проходить територією Сумської та Полтавської областей.).
- У XX столітті на балці існували газгольдер та декілька газових свердловин[2], а у XIX столітті — водяний млин[1].